# Азот сечовини сечі
Азот сечовини сечі (англ. Urine urea nitrogen, абр. UUN) — це лабораторний показник, який відображає рівень сечовини в сечі для оцінки азотистого балансу.

## Хімічна структура
Азот сечовини є кінцевим продуктом розпаду білків в організмі. У людей з нормальною функцією нирок і печінки сечовина виводиться з сечею.

## Показання до аналізу
За допомогою UUN клініцисти можуть оцінити азотистий баланс людини. Розрахунок азотистого балансу є корисним інструментом для оцінки достатності забезпечення білком у таких категорій пацієнтів:
- Пацієнти з незрозумілим споживанням білка.
- Пацієнти з підтвердженими або підозрюваними проблемами перетравлення та всмоктування білка.
- Пацієнти з підвищеним метаболічним навантаженням через катаболічний стан.
- Пацієнти, які перебувають на тривалому ентеральному або парентеральному харчуванні.

## Розрахунок азотного балансу
UUN визначається з 24-годинного збору сечі. Разом з UUN, для розрахунку азотистого балансу необхідні значення азоту сечовини крові, вмісту білка в раціоні ентерального або парентерального харчування та значних виділень, крім сечі (шлунковий залишок, виділення з фістули, дренажі). 
Азотний баланс = Споживання білка/6,25 - (азот сечовини + 4*) 
* Для середньої втрати через піт та кал.

## Інтерпретація
- Значення азотистого балансу, що дорівнює 0, вказує на його рівновагу.
- Якщо азотистий баланс негативний, необхідне харчове втручання, спрямоване на збільшення споживання білка до досягнення рівноваги.

## Коли тестування недоцільне
Оскільки аналіз на UUN базується на 24-годинному зборі сечі, цей аналіз не можна застосовувати особам із захворюваннями нирок, які виділяють менше 1000 мл сечі на день або перебувають на діалізі.